# Seto-Ōhashi

Grün: Seto-Ōhashi
Gelb: Kōbe-Awaji-Naruto
Rot: Nishiseto-Autobahn

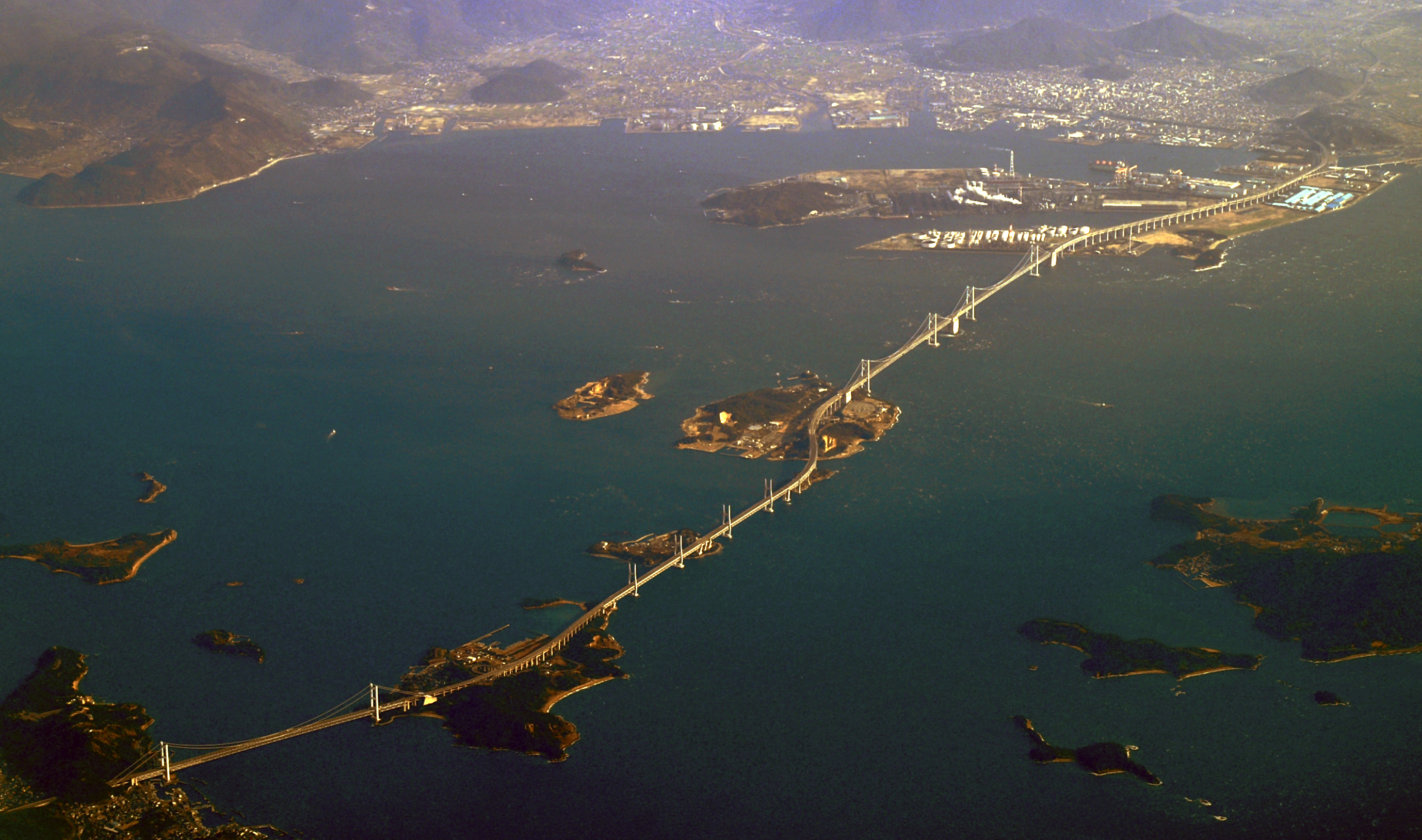
Seto-Ōhashi von Honshū (links unten) über die Inseln
Hitsuishi-jima, Iwakuro und Yoshima nach Shikoku

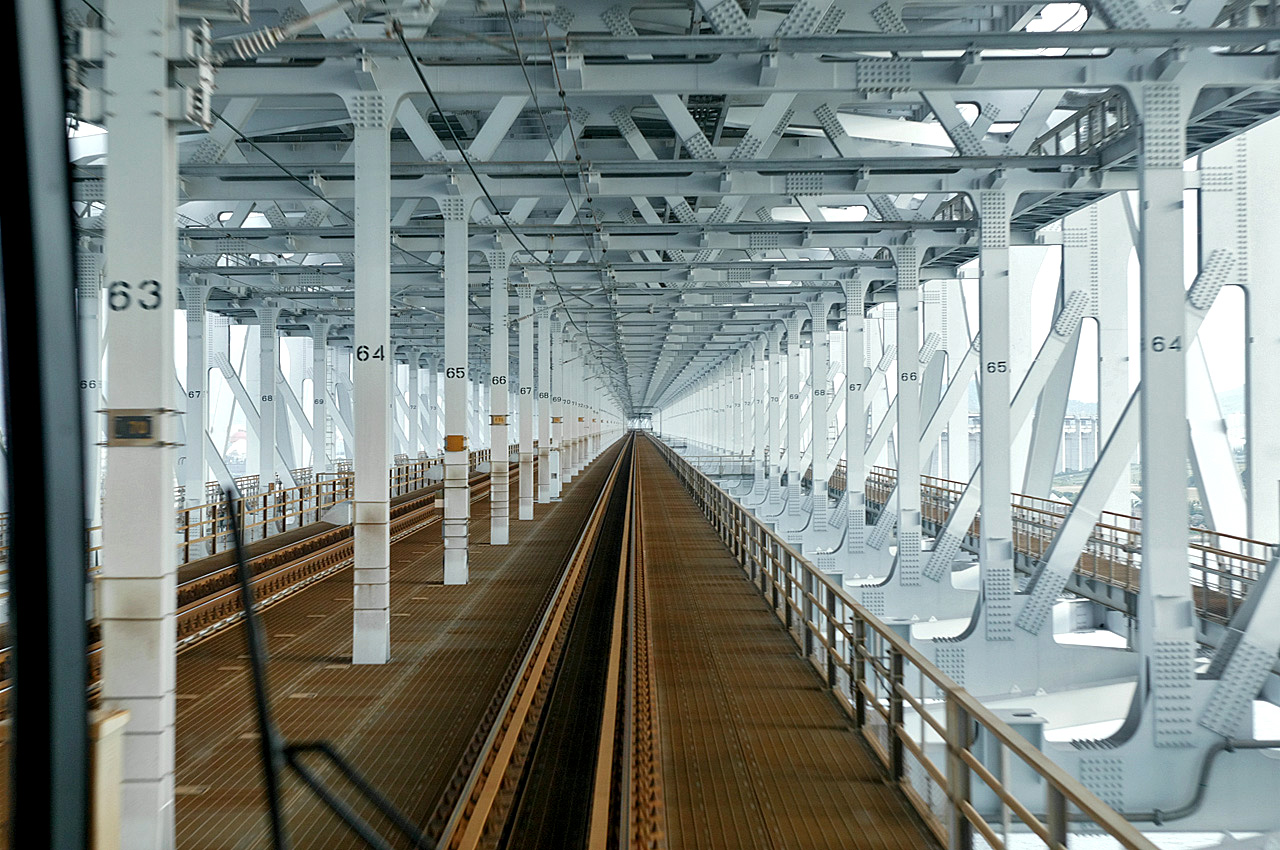
Eisenbahndeck

Seto-Ōhashi (jap. 瀬戸大橋 ‚Große Setobrücke‘) heißt eine Brücken-Viadukt-Kombination über die Seto-Inlandsee. Sie verbindet die Präfektur Okayama auf der japanischen Hauptinsel Honshū mit der Stadt Sakaide (Präfektur Kagawa) auf der Insel Shikoku.
Bei ihrer Fertigstellung 1988 war Seto-Ōhashi die erste Brückenverbindung zwischen Honshū und Shikoku. Ihr folgten 1998 die Kōbe-Awaji-Naruto-Autobahn zwischen Kōbe und Naruto (Tokushima) sowie 1999 die Nishiseto-Autobahn zwischen Onomichi (Präfektur Hiroshima) und Imabari (Präfektur Ehime).

## Der Brückenkomplex
Die Seto-Ōhashi gliedert sich in drei Hänge-, zwei Schrägseilbrücken, eine normale Stahlfachwerkbrücke und vier Viadukte/Hochstraßen über fünf der Shiwaku-Inseln (塩飽諸島 Shiwaku-shotō). Die Gesamtlänge beträgt 13,1 km, wobei 9368 m über das Wasser führen; die Durchschnittshöhe der Brückenpylone ist 160 m. Die Bauzeit betrug knapp zehn Jahre.
Die Brücken sind durchgängig doppelgeschossig. Das 35 Meter breite obere Deck wird auf 22,5 Metern von der Seto-Chūō-Autobahn mit vier Fahrspuren (d. h. zwei in jede Richtung) nebst Mittel- und Seitenstreifen in Anspruch genommen. Auf dem 30 Meter breiten unteren Deck verläuft die zweigleisige JR Seto-Ōhashi-Linie (Kapspur), womit noch Platz für ein zweites Gleispaar zur Verfügung steht. Die Höhe des zweigeschossigen Brückenkörpers beträgt 13 Meter.
Die Benutzung des Brückenkomplexes ist mautpflichtig und kostet pro Fahrt 3500 Yen, was bei 1 €=161 ¥ (Stand: 21. März 2025) etwa 22 Euro entspricht.
Während die Fähre für die Überfahrt von Uno (Tamano) nach Takamatsu etwa eine Stunde benötigt, bindet die Seto-Ōhashi mit einer Fahrtzeit von etwa 15 Minuten Shikoku wesentlich besser an die Ballungsgebiete Japans auf Honshū an, zumal sie auch bei Unwetter weniger ausfällt als der Schiffsverkehr. Der Brückenkomplex ist erdbebensicher und widersteht Taifunen.

## Geschichte
Eine Eisenbahnbrücke über die Seto-Inlandsee an dieser Stelle wurde bereits 1889 von Ōkubo Jinnojō (大久保 諶之丞) vorgeschlagen. Auftrieb bekam der Gedanke aber erst, als 1955 die Staatsbahn-Fähre Shiun im dichten Nebel vor Takamatsu bei einer Kollision mit einer weiteren Fähre der Staatsbahn leckschlug und 168 Menschen starben, darunter 100 Grund- und Mittelschüler auf Schulausflügen.  Nach mancherlei vorbereitenden Konferenzen und Untersuchungen wurde 1970 die Honshū-Shikoku-Brücken-Behörde gegründet. Nach Überwindung der Ölkrise 1973 veröffentlichte man 1978 eine Umweltwirkungsanalyse und begann mit dem Bau. Er dauerte knapp zehn Jahre und kostete etwa 1,1338 Billionen Yen. Es wurden 705.000 Tonnen Stahl und 3.646.000 Kubikmeter Beton verbaut. Beteiligt waren rund 2000 Unternehmen. Obwohl nach höchsten Sicherheitsstandards mit Netzen und Rettungsseilen gearbeitet wurde, kostete der Bau 13 Arbeiter das Leben. Am 10. April 1988 wurde die Strecke für den Verkehr freigegeben.

## Die einzelnen Abschnitte von Nord nach Süd

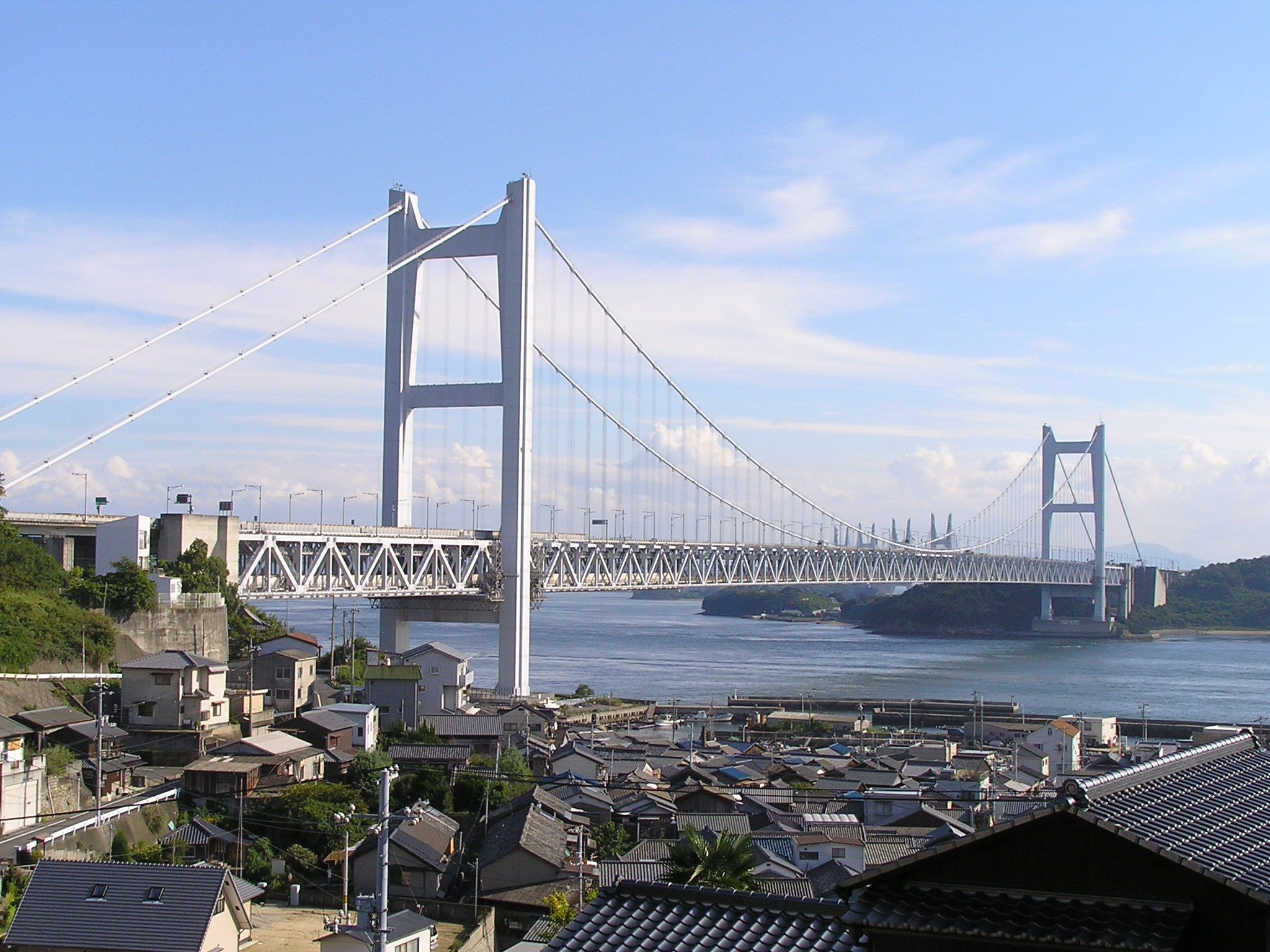
Die Shimotsui-Seto-Brücke

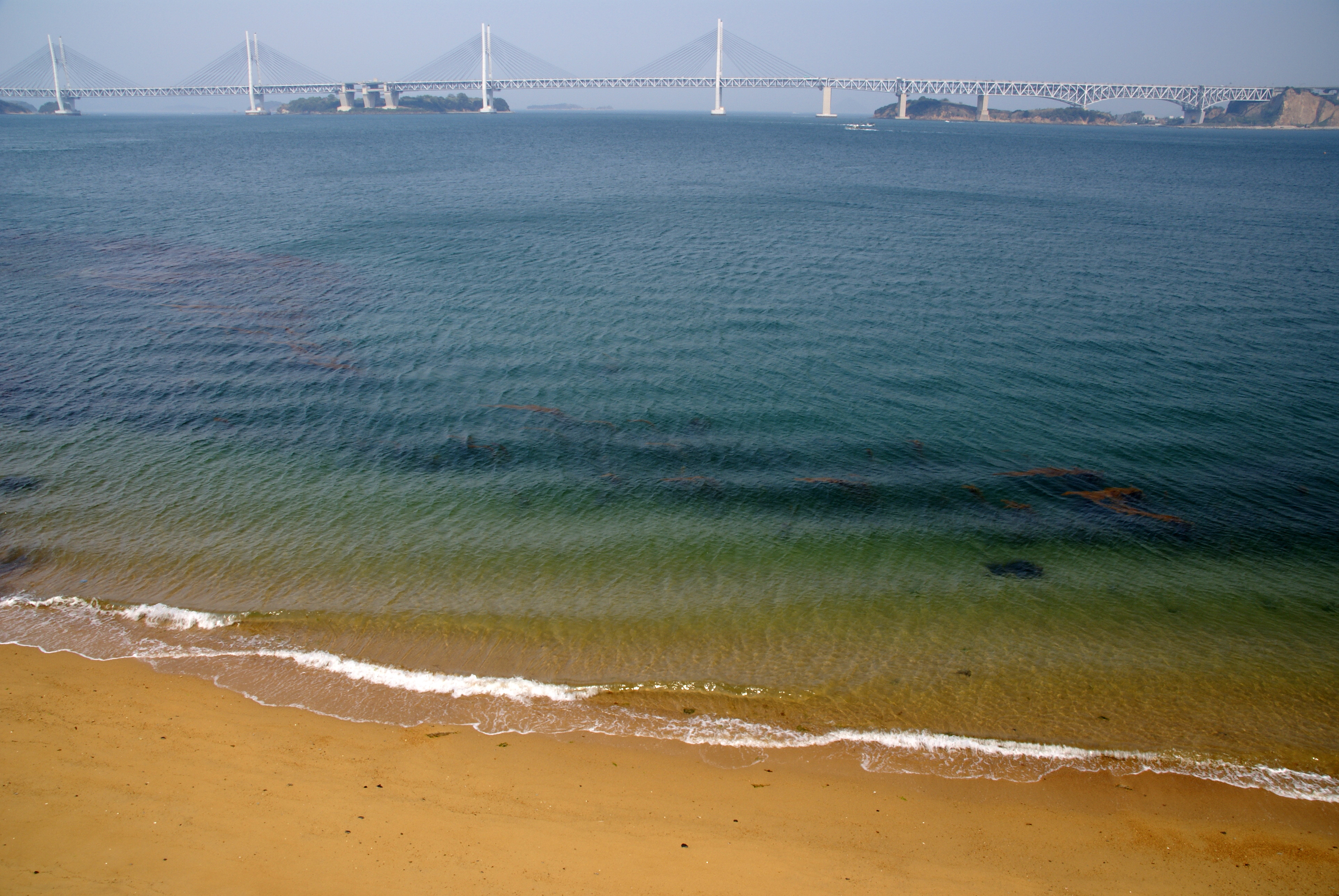
Von links nach rechts (von Norden nach Süden): Hitsuishijima-Brücke, Iwakurojima-Brücke, Yoshima-Brücke

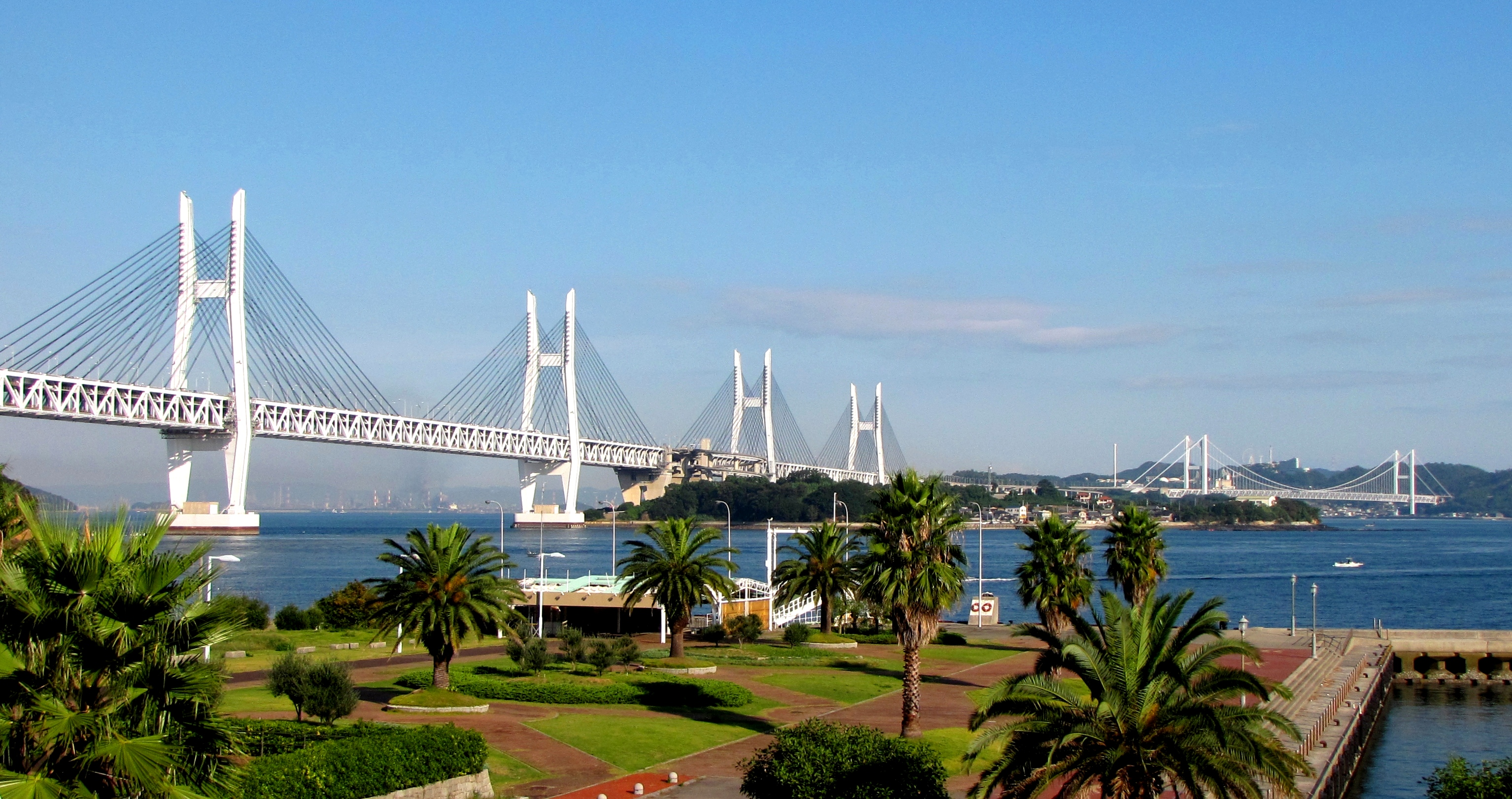
Iwakurojima- und Hitsuishijima-Brücke

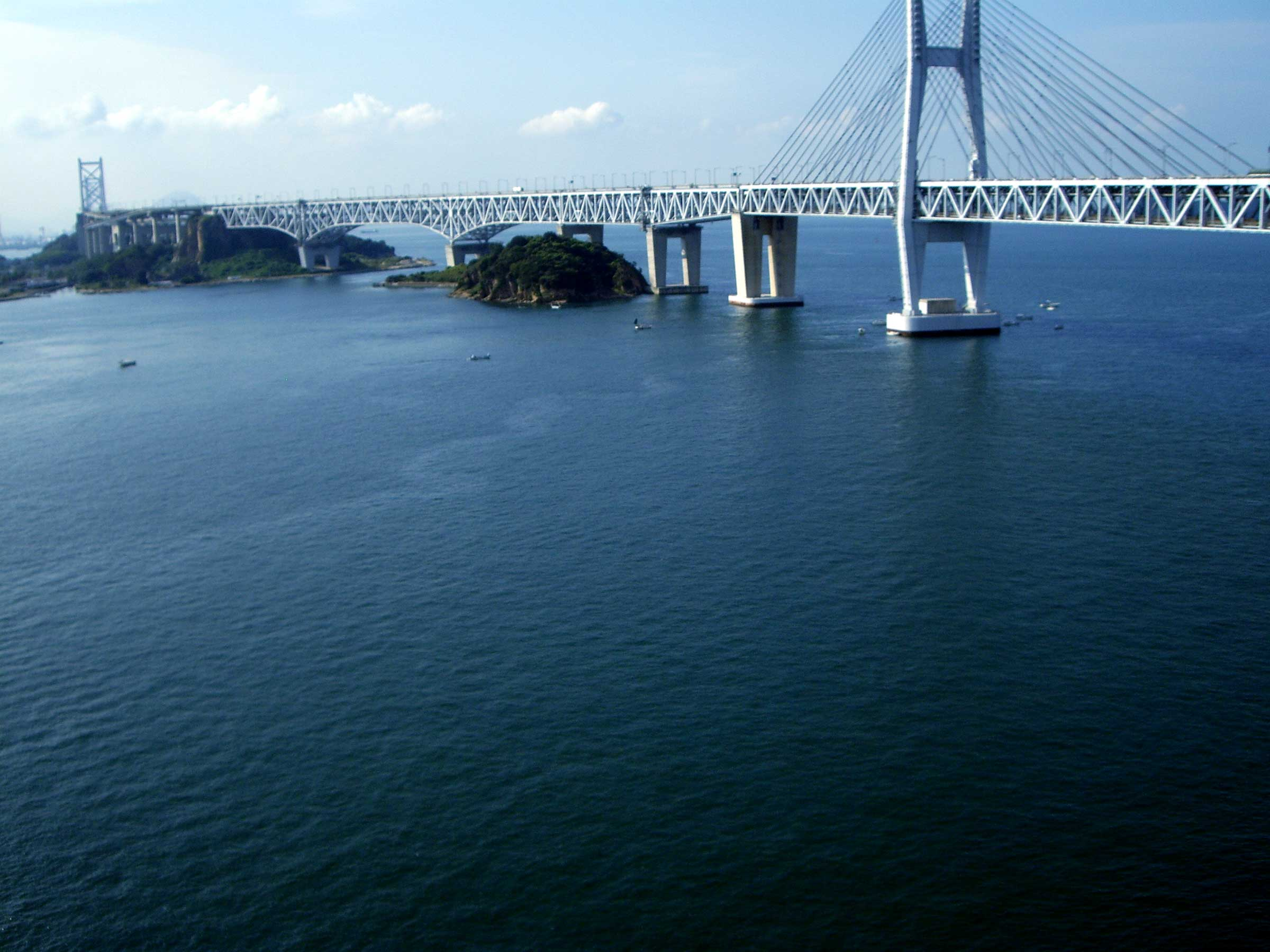
Die Yoshima-Brücke

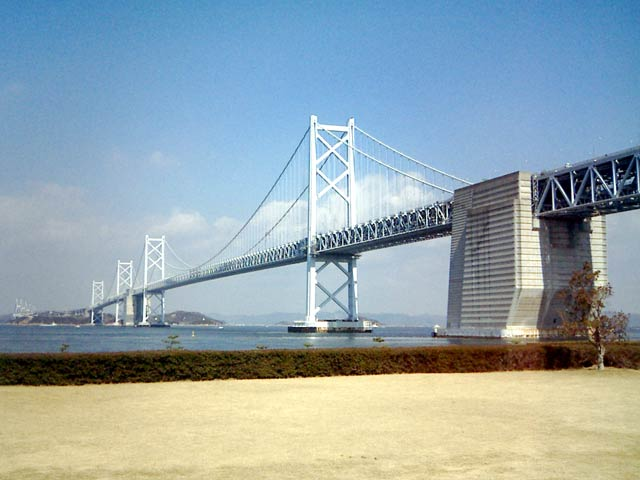
Die nördlichere Kita-Bisan-Seto-Brücke im Hintergrund, die südlichere Minami-Bisan-Seto-Brücke im Vordergrund

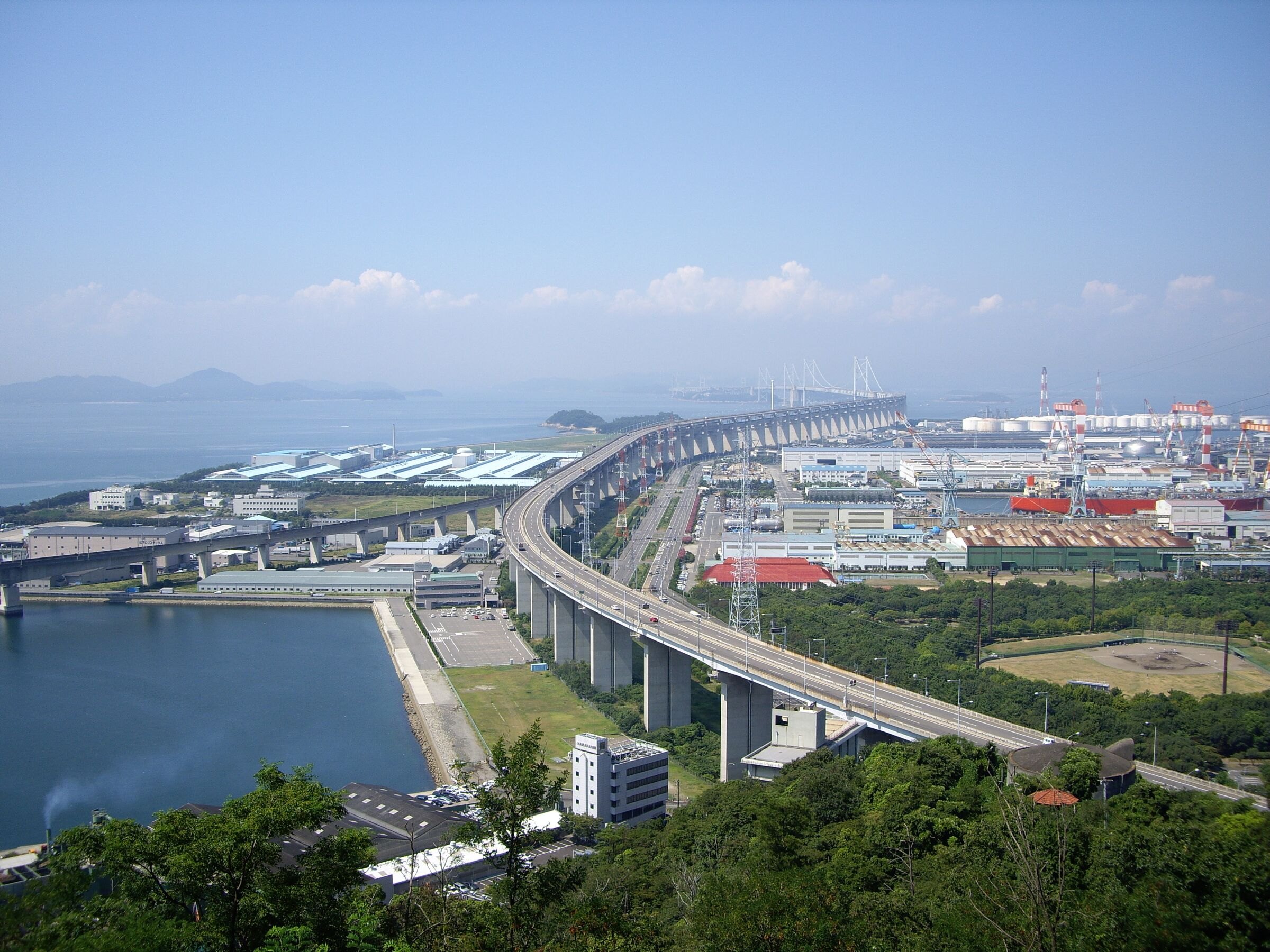
Der weit geschwungene Bannosu-Viadukt am Südende

Shimotsui-Seto-Brücke
Die Shimotsui-Seto-Brücke (下津井瀬戸大橋 Shimotsui-Seto-ōhashi) ist eine Hängebrücke mit einer Spannweite von 940 Metern bei einer Gesamtlänge von 1447 Metern, womit sie bei ihrer Einweihung 1988 zu den 13 weitestgespannten Brücken der Welt gehörte. Sie verbindet den 205 m (Straße) bzw. 230 m (Eisenbahn) langen Washūzan-Tunnel (鷲羽山トンネル Washūzan-tonneru) auf der japanischen Hauptinsel Honshū mit der Insel Hitsuishi-jima (櫃石島), auf die eine Abfahrt führt. Die lichte Höhe für die Durchfahrt von Schiffen beträgt 31 Meter.
Hitsuishijima-Viadukt
Der Hitsuishijima-Viadukt (櫃石島高架橋 Hitsuishijima-kōkakyō) führt 1316 Meter weiter ans andere Ende der Insel Hitsuishi-jima und geht dort in die Hitsuishijima-Brücke über.
Hitsuishijima-Brücke
Die Hitsuishijima-Brücke (櫃石島橋 Hitsuishijima-hashi) ist eine Schrägseilbrücke mit zwei im Wasser stehenden Pylonen. Die Spannweite beläuft sich auf gut 420 Meter bei einer Gesamtlänge von 792 Metern. Die Brücke führt auf die Insel Iwakuro-jima (岩黒島), wo sich eine weitere Abfahrt befindet.
Iwakurojima-Viadukt
Der anschließende Iwakurojima-Viadukt (岩黒島高架橋 Iwakurojima-kōkakyō) geht nach 93 Metern in die Iwakurojima-Brücke über.
Iwakurojima-Brücke
Die Iwakurojima-Brücke (岩黒島橋 Iwakurojima-hashi) ist in ihren Abmessungen und ihrem Aussehen ein Ebenbild der Hitsuishijima-Brücke. Sie endet an dem 4246 Quadratmeter großen Eiland Wasa-shima (羽佐島).
Yoshima-Brücke
Von dort führt die Yoshima-Brücke (与島橋 Yoshima-hashi) aus Stahlfachwerk zu der mit 1,1 Quadratkilometer größten der von Seto-Ōhashi überquerten Inseln, Yoshima (与島), wo sich eine weitere Abfahrt befindet. Die Yoshima-Brücke ist 877 Meter lang mit einer Spannweite von 245 Metern.
Yoshima-Viadukt
Yoshima-Viadukt (与島高架橋 Yoshima-kōkakyō) heißt die 717 Meter lange Strecke, die über Yoshima hinwegführt.
Kita-Bisan-Seto-Brücke
Mit der Kita-Bisan-Seto-Brücke (北備讃瀬戸大橋 Kita-Bisan-Seto-ōhashi) folgt erneut eine Hängebrücke. Ihre Spannweite von 990 Metern bei einer Gesamtlänge von 1611 Metern wurde bei der Eröffnung 1985 nur von zehn Brücken in der Welt übertroffen. Die lichte Höhe für die Durchfahrt von Schiffen beträgt mindestens 65 Meter über dem mittleren Gezeitenpegel. Durch die Wölbung des Brückenkörpers wird auf der Fahrbahn des Oberdecks eine Höhe von bis zu 93 Meter über dem Meer erreicht. Die Brücke endet auf dem 646 Quadratmeter großen Inselchen Mitsugo-shima (三つ子島), das kaum breiter als die Brücke ist.
Minami-Bisan-Seto-Brücke
Dort schließt die Minami-Bisan-Seto-Brücke (南備讃瀬戸大橋 Minami-Bisan-Seto-ōhashi) an, deren beide Pylonen im Meeresboden verankert sind. Sie ist ein Ebenbild der Kita-Bisan-Seto-Brücke, bei gleicher Fahrbahnhöhe jedoch wesentlich länger. Ihre Spannweite von 1100 Meter bei einer Gesamtlänge von 1723 Metern machte sie bei ihrer Eröffnung zur Nummer 5 unter den Hängebrücken der Welt. Eine Brücke für kombinierten Straßen- und Eisenbahnverkehr mit größerer Spannweite wurde erst 1997 mit der Tsing-Ma-Brücke eröffnet.
Bannosu-Viadukt
Auf Shikoku schließt sich der Bannosu-Viadukt (番の州高架橋 Bannosu-kōkakyō) mit einer Länge von 2939 Metern an.